# 孙荣茂
孙荣茂（1952年11月—），河北定兴人，中华人民共和国外交官，曾任中华人民共和国驻佛得角共和国特命全权大使和中华人民共和国驻圣保罗总领事。

## 生平
1974年，毕业于北京外国语学院英语系，进入中华人民共和国外交部工作，先赴澳门学习葡萄牙语3年。1978年起，先后在驻佛得角大使馆、外交部非洲司、外交部办公厅、外交部西欧司、驻圣保罗总领事馆、驻葡萄牙大使馆任职。1997年，任驻葡萄牙大使馆参赞。2001年，任外交部办公厅参赞。2004年2月，出任中华人民共和国驻佛得角大使。2007年9月，出任中华人民共和国驻圣保罗总领事。2013年8月，自驻圣保罗总领事离任。

## 家庭
已婚，有一女。